# Italo De Tuddo
Italo De Tuddo, né à Rome le 19 décembre 1916 et mort à Nereto (province de Teramo) le 14 décembre 1985 est un scénariste de cinéma et un metteur en scène italien.
Actif dans le théâtre de revue et de variété dans les années 1940 et 1950, il a travaillé pendant 10 ans dans le cinéma italien en tant que scénariste de 1953 à 1963.

## Filmographie
- 1953 : Un turco napoletano de Mario Mattoli
- 1953 : Il più comico spettacolo del mondo de Mario Mattoli
- 1954 : Ces voyous d'hommes (Il paese dei campanelli) de Jean Boyer
- 1955 : Totò en enfer (Totò all'inferno) de Camillo Mastrocinque
- 1955 : La Vengeance du faucon d'or (Il falco d'oro) de Carlo Ludovico Bragaglia
- 1956 : Le Chevalier de la violence (Giovanni dalle bande nere) de Sergio Grieco
- 1960 : Le olimpiadi dei mariti de Giorgio Bianchi
- 1960 : Caravan Petrol de Mario Amendola
- 1961 : En pleine bagarre (Mani in alto) de Giorgio Bianchi
- 1961 : Drakut le Vengeur (it) (Drakut il vendicatore) de Luigi Capuano
- 1962 : Les Faux Jetons (Le massaggiatrici) de Lucio Fulci
- 1963 : Zorro et les Trois Mousquetaires (Zorro e i tre moschettieri) de Luigi Capuano

## Théâtre
- Cantachiaro, d'Italo De Tuddo, Pietro Garinei, Sandro Giovannini et Franco Monicelli avec Anna Magnani, Carlo Ninchi, Guglielmo Barnabò, Marisa Merlini, Olga Villi, Lea Padovani, Enrico Viarisio, Raimondo Vianello, Massimo Serato ; musique composée et dirigée par Piero Piccioni avec l'orchestre 013 de Radio Roma, sous la direction d'Oreste Biancoli ; première au Teatro Quattro Fontane de Rome le 1er septembre 1944.